# La Bible d'Alexandrie

La Bible d'Alexandrie est un recueil de traductions et de commentaires de la Septante.
Le premier volume, traitant uniquement de la Genèse, fut édité par Marguerite Harl en 1986. Suivirent dix-sept autres volumes ainsi que d'autres publications liées publiées par la maison d'édition du Cerf.
Le titre ne faisait initialement référence qu'au Pentateuque mais l'ouvrage couvrit finalement l'ensemble de la Septante.